# Malcesine
Malcesine (uitspraak: Malcésine) is een gemeente in de Italiaanse provincie Verona (regio Veneto) en telt 3498 inwoners (31-12-2004). De oppervlakte bedraagt 68,2 km², de bevolkingsdichtheid is 51 inwoners per km².
De stad ligt aan het Gardameer. De volgende frazioni maken deel uit van de gemeente: Cassone, Navene.
In het centrum van Malcesine staan de twee historische gebouwen het Castello Scaligero en het Palazzo dei Capitani.
|  |

## Demografie
Malcesine telt ongeveer 1500 huishoudens. Het aantal inwoners steeg in de periode 1991-2001 met 0,6% volgens cijfers uit de tienjaarlijkse volkstellingen van ISTAT.
| Jaar | Inwoneraantal |
| ---- | ------------- |
| 1991 | 3398          |
| 2001 | 3417          |

## Geografie
De gemeente ligt op ongeveer 89 m boven zeeniveau.
Malcesine grenst aan de volgende gemeenten: Avio (TN), Brentonico (TN), Brenzone, Ferrara di Monte Baldo, Limone sul Garda (BS), Nago-Torbole (TN), Riva del Garda (TN), Tignale (BS), Tremosine (BS).